# Cửa khẩu Ma Lù Thàng
Cửa khẩu quốc tế Ma Lù Thàng là một cửa khẩu quốc tế tại xã Phong Thổ, tỉnh Lai Châu, Việt Nam .
Cửa khẩu Ma Lù Thàng thông thương với cửa khẩu quốc tế Kim Thủy Hà ở xã Na Phà huyện Kim Bình tỉnh Vân Nam, Trung Quốc.
Cửa khẩu Ma Lù Thàng là điểm cuối quốc lộ 12, cách thành phố Lai Châu 50 km. Cửa khẩu nối sang Trung Quốc qua cầu Hữu Nghị bắc qua dòng nậm Cúm, một phụ lưu của nậm Na .

## Hoạt động
Cửa khẩu Ma Lù Thàng được lập năm 2000, sau 20 năm hoạt động được nâng cấp thành Cửa khẩu quốc tế Việt Nam vào tháng 5/2020.
Cửa khẩu là thành tố chính để lập ra Khu kinh tế cửa khẩu Ma Lù Thàng .